# Лелечине (заказник)
Лелечине — гідрологічний заказник місцевого значення в Україні. Розташований у межах Новобасанської сільської громади Ніжинського району Чернігівської області, на південь від с. Новоселиця.
Площа - 13 га. Статус присвоєно згідно з рішенням Чернігівського облвиконкому від 27.12.1984 року. № 454. Перебуває у віданні ДП «Ніжинське лісове господарство» (Новоселицьке лісництво, кв. 62,71).
Охороняється низинне болото, де зростає низка болотних та лучно-болотних видів флори. Болото оточене ділянками переважно дубового лісу. Заказник має велике значення в регулюванні рівня ґрунтових вод прилеглих територій.